# Бонончини, Джованни Баттиста
Джованни Баттиста Бонончини (итал. Giovanni Battista Bononcini; 18 июля 1670 года, Модена — 9 июля 1747 года, Вена) — итальянский композитор, виолончелист-виртуоз, из известной музыкальной семьи Бонончини. Музыке обучался у своего отца, Джованни Марии Бонончини и, позднее, у болонского композитора Паоло Колонны.

## Биография
Бонончини родился в Модене (Италия) и был старшим из трёх сыновей Джованни Марии Бонончини (1642—1678), скрипача и композитора. Младший брат Джованни Баттисты, Антонио Мария Бонончини, также был композитором и виолончелистом. Игре на виолончели обучался в Болонье. Служил капельмейстером в болонском соборе Сан-Джованни-ин-Монте, затем работал в Милане. Свои первые оперы написал в Риме в 1694 году. В 1696 году стал служить при дворе в Берлине. В первые два десятилетия XVIII века поочерёдно жил и работал в Вене и Италии.
С 1720 по 1732 год Бонончини жил в Лондоне, где по популярности соперничал с Георгом Фридрихом Генделем, переехавшим в Англию ранее в 1712 году. Итальянского композитора поддерживали многие аристократы, находившиеся в оппозиции к королю Георгу I и настроенные враждебно по отношению к Генделю, пользовавшемуся поддержкой при дворе. Неудивительно, что поклонники обоих композиторов разделились не только по музыкальным, но и по политическим пристрастиям. Тори поддерживали Генделя, в то время как виги предпочитали Бонончини. Соперничество между двумя композиторами сопровождалось откровенной враждой между их поклонниками, вдохновившей известного поэта того времени Джона Байрома на написание эпиграммы, в которой, как считается многими исследователями, впервые фигурировали Твидлидам и Твидлиди. После смерти короля в 1727 году и восшествия на престол его сына, Георга II, для его фаворита Бонончини, казалось, наступил пик карьеры, но в 1732 году выяснилось, что Джованни Баттиста выдал мадригал Антонио Лотти за свой собственный.
Покинув Лондон, Бонончини несколько лет провёл во Франции. Дальнейшая жизнь композитора малоизвестна. Так, по данным приведённым в The American Cyclopædia, Бонончини отправился в Венецию, где все его следы теряются. Умер композитор после 1752 года. Согласно информации в Британской энциклопедии, Бонончини в 1748 году приехал в Вену, чтобы сочинять музыку в честь Второго Аахенского мира. Затем он жил и работал в Венеции, после чего его следы теряются. Умер предположительно в 1750 году. По другим сведениям, Бонончини умер 9 июля 1747 года в бедности в Вене, оставив после себя жену и четырёх детей.

## Творчество
Бонончини написал ряд композиций для виолончели, опер, месс, кантат и ораторий, а также похоронный гимн для герцога Мальборо. Творчество Бонончини оказало большое влияние на развитие виолончельного искусства, а также повлияло на стиль Генделя и Алессандро Скарлатти.

## Сочинения

### Оперы

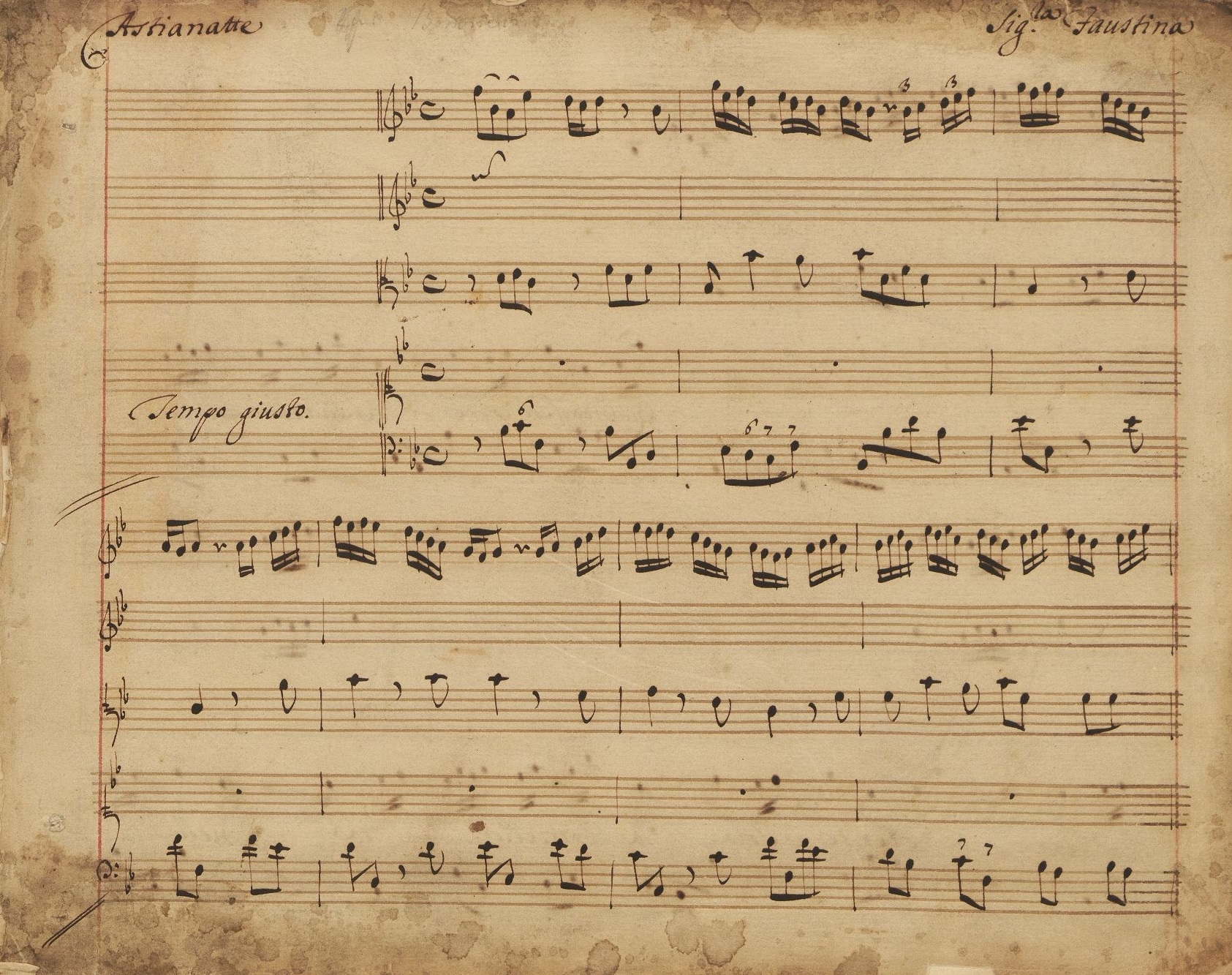
Astianatte, c. 1727

- Xerse (1694)
- Il trionfo di Camilla (1696)
- L’amore eroica fra pastori (1696)
- La clemenza di Augusto (1697)
- La fede pubblica (1699)
- Cefalo (1702)
- Etearco (1707)
- Maria fuggitivo (1708)
- Astarto (1720)
- L’odio e l’amore (1721)
- Crispo (1721)
- Griselda (1722)
- Erminia (1723)
- Calphurnia (1724)
- Astianatte (1727)
- Alessandro in Sidone (1737)

### Другие работы
- Оратория San Nicola di Bari (Silvio Stampiglia, Рим 1693)
- Messe brevi (1688)
- Divertimenti da camera (1722)
- XII Sonatas for the Chamber (1732)
- Lidio, schernito amante (кантата)